# Carles de Borbó-Dues Sicílies (príncep de Càpua)
El príncep Carles Ferran de Borbó-Dues Sicílies, príncep de Càpua (Palerm, regne de les Dues Sicílies, 10 de novembre de 1811 - Torí, regne d'Itàlia 22 d'abril de 1862) era el segon fill del rei Francesc I de les Dues Sicílies i de la seva segona muller Maria Isabel d'Espanya. Va contreure matrimoni morganàtic en 1836 i va haver de viure la resta de la seva vida a l'exili.

## Primers anys
Carles era el fill segon de Francesc I de les Dues Sicílies i la seva segona esposa Maria Isabel d'Espanya. Frívol i més extravertit que el seu germà gran, el futur rei Ferran II, era el favorit dels seus pares. Ferran II se'n ressentia i la relació entre els dos germans era tensa. Als dinou anys va ser nomenat vicealmirall.
Entre març i juny de 1829 el govern napolità va presentar la seva candidatura al tron grec, que no es va concretar a causa de l'oposició de Metternich. En 1831 va ser candidat a convertir-se en rei de Bèlgica. En la seva joventut, el príncep de Càpua mostra un comportament inquiet i debilitat per les dones boniques. Com el seu germà encara havia de tenir fills, Carles mantenia una posició alta en la cort com a presumpte hereu a la corona fins a 1836.
Durant l'hivern de 1835 el príncep de Càpua es va enamorar de Penelope Smyth, filla de Grice Smyth de Ballynatray, comtat de Waterford, Irlanda, una preciosa dona irlandesa que visitarva Nàpols. Ferran II va prohibir la seva unió, ja que seria un matrimoni morganàtic. El 12 de gener de 1836 la parella va fugir. Ferran II va retirar els ingressos al seu germà, denuncià la sortida de Carles com a il·legal i tractà d'impedir el matrimoni.
El 12 de març de 1836 el rei Ferran II de les Dues Sicílies va emetre un decret que ratificava la resolució de 1829 del difunt pare dels germans, el rei Francesc I de les Dues Sicílies, segons la qual els membres de sang reial del regne, qualsevol que sigui la seva edat, eren obligats a obtenir el consentiment del sobirà per casar-se i les unions fetes sense aquest consentiment serien considerades com a nul·les.

## Exili
Desafiant la voluntat del seu germà, Carles es va casar  morganàticament amb Penelope Smyth el 5 d'abril de 1836 a Gretna Green. Gretna Green va ser la primera parada de diligència a Escòcia després de la ciutat fronterera de Carlisle. Era un lloc popular per als joves amants que es volien casar. N'hi havia prou que les parelles declaressin el seu desig de casar-se davant testimonis. No calia requisit de residència o autorització dels pares.
Més tard, Carles va sol·licitar llicència especial de l'arquebisbe de Canterbury per casar-se (o casar-se de nou) amb la senyoreta Smyth a St George's, Hanover Square. En l'ordre judicial es descriuen com a solter i soltera respectivament. L'Enviat Extraordinari i Ministre Plenipotenciari del Rei, comte de Ludolf, es va oposar a la concessió de la llicència amb una audiència es va dur a terme al Tribunal de Facultats el 4 de maig de 1836. El Mestre de les facultats, John Iltyd Nicholl, es va negar a concedir la llicència sobre la base que la successió reial podria veure's afectada pel no reconeixement del matrimoni a Nàpols. Les amonestacions de matrimoni foren llegides finalment a St George's, Hanover Square el 8 de maig de 1836.
El Príncep de Càpua i Penelope van tenir dos fills:
- Francesco, Comte de Mascali (24 de març de 1837 - 2 de juny de 1862)
- Vittoria de Borbó, Comtessa de Mascali (15 de maig de 1838 - 9 d'agost de 1895)

Ferran II mai va perdonar al seu germà fugitiu. Carles es va veure obligat a viure la resta de la seva vida a l'exili. Va romandre fidel a la seva esposa, però totes les seves propietats van ser confiscades, excepte el comtat de Mascali a Sicília, que havia heretat del seu pare. Com que Mascali no era gestionat de manera eficient, només proporcionava uns petits ingressos i el príncep va haver de viure modestament. Durant anys Carles va tractar d'obtenir un perdó del seu germà i que se li permetés tornar a Nàpols, però va ser en va. Va haver de conformar-se amb Londres, a costa de la seva dona i els seus parents, acumulant deutes.
El govern de Lord Palmerston va intentar intervenir a favor seu com a contrapès al despotisme de Ferran II. En 1848 Carles aspirava en va a la corona de Sicília. Quan Palmerston es va cansar d'ell, Carles es va traslladar a Torí. Perseguit pels seus creditors el príncep es va moure constantment.
Un contemporani que es va reunir amb ell al Palau de les Teuleries en 1853 el va descriure de la següent manera: "El Príncep és robust, vulgar, i en general improvisa com un músic xerraire. Està adornat amb una llarga barba grisa i bruta, i el seu cabell també és llarg, brut i gris".
A la mort del seu germà Ferran II el 22 de maig de 1859 Carles va tenir noves esperances. Ferran II li va llegar una petita quantitat de diners, i el nou rei Francesc II, el seu nebot, va ordenar la restauració de tots els seus ingressos i béns. No obstant això, Carles, que es va moure entre Ginebra, Spa i Aix-les-Bains amb la seva dona i els seus dos fills adolescents, no va veure res d'això. A l'any següent els borbons van ser enderrocats. Amb la invasió piemontesa, tot els va ser confiscat per Giuseppe Garibaldi.
A Carles se li va oferir una indemnització del rei Víctor Manuel II, però ell ho va rebutjar, per por que afectés més reclamacions. Va morir dos anys més tard el 21 d'abril de 1862 l Torí, als 50 anys. El seu fill Francesco, que patia d'una malaltia mental, va morir uns mesos més tard. La seva vídua va rebre una pensió i una vila prop de Lucca.

## Títols, estils, honors i armes

### Títols i estils
- 10 de novembre de 1811 – 22 d'abril de 1862: Sa Altesa Reial El príncep de Càpua[1][2]

### Honors
- Cavaller de l'Orde de Sant Gener
- Cavaller de l'Orde Espanyola del Toisó d'Or (1826)
- Cavaller Gran Creu de l'Orde de Sant Ferran del Mèrit